# Carvalhais (Mirandela)
Carvalhais is een plaats (freguesia) in de Portugese gemeente Mirandela en telt 1350 inwoners (2001).